# 德比
德比（英語： i/ˈdɑːrbi/ DAR-bee），港译打比，是英国英格兰德比郡德文特河畔的一座城市和单一管理区。它曾是德比郡的郡治，德比郡的名字也由此得来。人口约26万。
其历史可以追溯至罗马人建立的聚居地，最初是一个集镇，在工业时代迅速发展，德文特河谷工業區现为世界遗产。随着19世纪铁路的到来，德比成为英國鐵路運輸业的中心。不过，尽管德比自1927年起就拥有一座大教堂，但直到1977年才获得城市地位。
德比现在也是一个制造业中心。罗尔斯·罗伊斯控股、阿爾斯通、丰田汽车在这里都有设施。

## 历史

### 起源
它最早是罗马人的城镇德文提奥（Derventio），后归丹麦管辖，是丹麦区五城（Five Boroughs of the Danelaw）之一。917年7月，它被麦西亚的埃塞尔弗莱德占领。
維京人把它叫做，古英语记为，意思是“鹿村”（village of the deer）。然而，一词可能来自凯尔特语，意思是“橡树密布的山谷”。
它在早期地图上也写为“Darbye” ，例如約翰·斯皮德1610年的地图。

### 近现代
1642年至1646年英格蘭內戰期间，德比由第一代从男爵约翰·盖尔指挥的议会军队驻守，约翰·盖尔爵士于1643年成为德比总督。
英格兰第一个市政自来水系统于1692年在德比建立，管道使用木头修造 。
德比和德比郡是英国第一次工业革命的中心之一。1717年，约翰·隆贝和乔治·索罗科尔德在德比建立了英国第一家水力丝纺厂隆贝工厂（Lombe's Mill）。
德比是经1835年市議會組織法令改革的地方之一，随着1888年地方政府法案颁布，它成为郡自治市（County borough）。它于1877年合并小切斯特和利彻奇，后来又在1890年、1968年两次扩张。
第一次世界大战期间，德比成为德国齊柏林飛船的攻击目标，1916年袭击该镇时造成5人死亡。不过尽管德比拥铁路和航空发动机工厂等重要战略设施，但两次世界大戰中遭受的损害都不算大。这可能要归功于城南的海星站点。
1920年代和1930年代的贫民窟清理工作使德比中心地区的人口减少，人口被大量安置在郊区。
1977年6月7日，伊丽莎白二世授予德比城市地位。

## 地理
德比位于德文特河下游河谷相对低洼的地区。德比都会区还包括博罗瓦什和达菲尔德。

### 气候
根据柯本气候分类法，德比为海洋性气候（Cfb）。
| 德比                | 德比        | 德比        | 德比        | 德比        | 德比        | 德比        | 德比        | 德比        | 德比        | 德比        | 德比        | 德比         | 德比        |
| 月份                | 1月         | 2月         | 3月         | 4月         | 5月         | 6月         | 7月         | 8月         | 9月         | 10月        | 11月        | 12月         | 全年        |
| ------------------- | ----------- | ----------- | ----------- | ----------- | ----------- | ----------- | ----------- | ----------- | ----------- | ----------- | ----------- | ------------ | ----------- |
| 历史最高温 °C（°F） | 13.5 (56.3) | 17.4 (63.3) | 22.8 (73.0) | 25.2 (77.4) | 27.2 (81.0) | 31.5 (88.7) | 32.7 (90.9) | 34.1 (93.4) | 28.3 (82.9) | 26.8 (80.2) | 18.1 (64.6) | 15.5 (59.9)  | 34.1 (93.4) |
| 平均高温 °C（°F）   | 6.0 (42.8)  | 6.7 (44.1)  | 9.7 (49.5)  | 12.6 (54.7) | 16.4 (61.5) | 19.7 (67.5) | 21.3 (70.3) | 20.7 (69.3) | 18.0 (64.4) | 14.0 (57.2) | 9.3 (48.7)  | 7.1 (44.8)   | 13.5 (56.2) |
| 日均气温 °C（°F）   | 3.2 (37.8)  | 3.8 (38.8)  | 6.1 (43.0)  | 8.6 (47.5)  | 12.0 (53.6) | 15.1 (59.2) | 16.8 (62.2) | 16.2 (61.2) | 13.8 (56.8) | 10.4 (50.7) | 6.3 (43.3)  | 4.3 (39.7)   | 9.7 (49.5)  |
| 平均低温 °C（°F）   | 0.5 (32.9)  | 0.9 (33.6)  | 2.6 (36.7)  | 4.6 (40.3)  | 7.6 (45.7)  | 10.6 (51.1) | 12.4 (54.3) | 11.8 (53.2) | 9.7 (49.5)  | 6.8 (44.2)  | 3.4 (38.1)  | 1.6 (34.9)   | 6.0 (42.9)  |
| 历史最低温 °C（°F） | −16.1 (3.0) | −12.8 (9.0) | −13.9 (7.0) | −6.5 (20.3) | −5.0 (23.0) | 0.0 (32.0)  | 0.5 (32.9)  | 2.3 (36.1)  | −1.4 (29.5) | −4.4 (24.1) | −6.8 (19.8) | −10.6 (12.9) | −16.1 (3.0) |
| 平均降水量 mm（）   | 62 (2.4)    | 49 (1.9)    | 53 (2.1)    | 51 (2.0)    | 55 (2.2)    | 58 (2.3)    | 55 (2.2)    | 64 (2.5)    | 59 (2.3)    | 58 (2.3)    | 63 (2.5)    | 67 (2.6)     | 694 (27.3)  |
| 来源：              |             |             |             |             |             |             |             |             |             |             |             |              |             |

## 经济
德比最大的两家雇主为罗尔斯·罗伊斯控股和丰田汽车，阿爾斯通在此也有设施。

## 建筑
德比大教堂、皮克福德故居博物馆、德比博物馆和艺术画廊位于此地。
德比郡足球俱乐部的普莱德公园球场也位于这里。

## 交通
该市是该国主要铁路中心之一，火车站为德比站。德比公交服务于德比和周边地区，由多家公司运营。
M1、A38 、A50、A52、A61公路经过德比。
东米德兰机场距德比市中心约15英里（24）。